# 박용우 (1971년생 배우)
박용우(朴埇佑, 1971년 3월 16일 ~ )는 대한민국의 배우이다. 1995년 MBC 문화방송 24기 공채 탤런트로 데뷔하였다.

## 학력
- 서울잠동초등학교 (졸업)
- 잠실중학교 (졸업)
- 휘문고등학교 (졸업)
- 중앙대학교 연극영화학과 (학사)

## 출연작

### 드라마
- 1993년 SBS 시트콤 《오박사네 사람들》
- 1994년 SBS 드라마스페셜 《좋은걸 어떡해》
- 1995년 MBC 정치드라마 《제4공화국》
- 1995년 MBC 농촌드라마 《전원일기》
- 1995년 MBC 주말연속극 《사랑과 결혼》
- 1995년 MBC 주말연속극 《아파트》 ... 박호민 역
- 1995년 MBC 단막극 《MBC 베스트극장 - 당신의 편지를 냉동실에 보관하세요》
- 1996년 MBC 주말연속극 《위험한 사랑》
- 1996년 MBC 일요드라마 《간이역》 ... 백현기 역
- 1996년 MBC 주말연속극 《사랑한다면》 ... 영희친구 소라 남자친구 진수 역
- 1997년 MBC 단막극 《MBC 베스트극장 - 내 남자친구는 아메리칸 스타일》
- 1997년 KBS2 납량특집드라마 《전설의 고향 - 검룡소애》
- 1997년 KBS2 주말연속극 《파랑새는 있다》
- 1997년 MBC 일일시트콤 《남자 셋 여자 셋》 ... 채정안의 5촌 종숙부(채택민 前 교수의 상배 초취 부인 소생 막내아들) 채동규 역
- 1997년 MBC 미니시리즈 《영웅신화》 ... 민재 역
- 1998년 KBS2 주말연속극 《종이학》 ... 김필승 역
- 1998년 MBC 미니시리즈 《맨발로 뛰어라》
- 1999년 SBS 미니시리즈 《크리스탈》 ... 최영후 역
- 1999년 SBS 주간시트콤 《LA아리랑》
- 2001년 MBC 미니시리즈 《선희 진희》 ... 최준섭 역
- 2003년 KBS1 대하드라마 《무인시대》 ... 경대승 역, 이성계 역
- 2004년 KBS2 주말연속극 《애정의 조건》 ... 전성기 역
- 2004년 KBS1 대하드라마 《불멸의 이순신》 ... 만력제 역
- 2010년 SBS 대하드라마 《제중원》 ... 황정 역
- 2012년 SBS 주말연속극 《내 사랑 나비부인》 ... 이우재 역
- 2015년 SBS 2부작 특집드라마 《인생추적자 이재구》 ... 이재구 역
- 2018년 OCN 주말드라마 《프리스트》 ... 문기선 역
- 2019년 tvN 단막극 《드라마 스테이지 - 오우거》 ... 한수 역
- 2022년 MBC, WAVVE 금토드라마《트레이서》 ... 오영 역
- 2022년 MBC, WAVVE 금토드라마《트레이서 시즌2》 ... 오영 역
- 2023년 지니 TV 수목드라마《남이 될 수 있을까?》 ... 한도운 역
- 2025년 U+모바일tv 오리지널 드라마 《메스를 든 사냥꾼》 … 윤조균 역
- 2025년 KBS2 토일드라마 《은수 좋은 날》 … 장태구 역

### 영화
| 연도 | 제목                                | 역할                   | 비고                             |
| ---- | ----------------------------------- | ---------------------- | -------------------------------- |
| 1997 | 올가미                              | 동우                   |                                  |
| 1998 | 투캅스 3                            | 구형사                 |                                  |
| 1998 | 까                                  | 용우                   |                                  |
| 1999 | 쉬리                                | 어성식                 |                                  |
| 2000 | 동감                                | 지동희                 |                                  |
| 2001 | 무사                                | 박주명                 |                                  |
| 2001 | 세이 예스                           | 드라이브 커플          |                                  |
| 2002 | 연애소설                            | 철현                   | 특별출연                         |
| 2004 | 슈퍼스타 감사용                     | 노상수                 | 우정출연                         |
| 2005 | 작업의 정석                         | 강성모                 | 특별출연                         |
| 2005 | 혈의 누                             | 김인권                 |                                  |
| 2006 | 달콤, 살벌한 연인                   | 황대우                 |                                  |
| 2006 | 조용한 세상                         | 김형사                 |                                  |
| 2006 | 호로비츠를 위하여                   | 심광호                 |                                  |
| 2007 | 뷰티풀 선데이                       | 강형사                 |                                  |
| 2007 | 지금 사랑하는 사람과 살고 있습니까? | 정민재                 |                                  |
| 2008 | 원스 어폰 어 타임                   | 오봉구                 |                                  |
| 2009 | 핸드폰                              | 정이규                 |                                  |
| 2011 | 아이들...                           | 강지승                 |                                  |
| 2011 | 평양성                              | 무기 나르는 고구려병사 | 특별출연                         |
| 2012 | 파파                                | 춘섭                   |                                  |
| 2012 | 시간의 숲                           | 박용우                 |                                  |
| 2013 | 화이: 괴물을 삼킨 아이              | 창호                   | 특별출연                         |
| 2014 | 봄                                  | 김준구                 |                                  |
| 2016 | 순정                                | 형준                   |                                  |
| 2019 | 카센타                              | 재구                   |                                  |
| 2021 | 유체이탈자                          | 박실장                 | 본작의 만악의 근원이자 최종 보스 |
| 2022 | 헤어질 결심                         | 호신                   |                                  |
| 2023 | 노량: 죽음의 바다                   | 도요토미 히데요시      |                                  |

### 방송
- 1999년 KBS2 《TV는 사랑을 싣고》  ... 게스트
- 2005년 4월 21일 KBS2 《해피투게더 시즌 1》 - 게스트 차승원, 지성, 김제동, 유재석과 함께 출연
- 2006년 ~ 2007년, 2008년, 2012년 MBC 《공감토크쇼 놀러와》- 게스트
- 2007년 KBS2 상상플러스 - 게스트
- 2012년 채널A 김수미의 쇼킹 - 게스트
- 2013년 tvN SNL코리아 - 게스트
- 2014년 SBS 잘먹고잘사는법, 식사하셨어요? - 게스트
- 2021년 TV조선 허영만의 백만기행 - 게스트
- 2021년 SBS 미운 우리 새끼 - 게스트
- 2022년 JTBC 아는형님 - 314회 게스트

## 광고
- 1993년 농심 사발면
- 1994년 빙그레 파르페
- 1998년 롯데칠성 솔의눈
- 1999년 KT 하이텔
- 2024년 코카콜라

## 수상 및 후보
| 연도 | 시상식                    | 부문                              | 작품             | 결과 |
| ---- | ------------------------- | --------------------------------- | ---------------- | ---- |
| 1997 | 제18회 청룡영화상         | 신인남우상                        | 올가미           | 후보 |
| 1998 | 제34회 백상예술대상       | 영화부문 남자 신인연기상          | 올가미           | 후보 |
| 1998 | KBS 연기대상              | 남자 신인연기상                   | 종이학           | 후보 |
| 1999 | 제36회 대종상             | 신인남우상                        | 올가미           | 후보 |
| 2003 | KBS 연기대상              | 우수연기상                        | 무인시대         | 수상 |
| 2005 | 제42회 대종상             | 남우조연상                        | 혈의 누          | 후보 |
| 2005 | 제13회 이천춘사대상영화제 | 남우조연상                        | 혈의 누          | 수상 |
| 2005 | 제26회 청룡영화상         | 남우조연상                        | 혈의 누          | 후보 |
| 2005 | 제4회 대한민국 영화대상   | 남우조연상                        | 혈의 누          | 후보 |
| 2010 | SBS 연기대상              | 특별기획부문 남자 최우수연기상    | 제중원           | 후보 |
| 2012 | SBS 연기대상              | 주말·연속극부문 남자 최우수연기상 | 내 사랑 나비부인 | 후보 |
| 2013 | SBS 연기대상              | 장편드라마부문 남자 최우수연기상  | 내 사랑 나비부인 | 후보 |
| 2022 | 제58회 백상예술대상       | 영화부문 남자 조연상              | 유체이탈자       | 후보 |